# Zauberer Schmollo
Zauberer Schmollo ist eine vierteilige Marionetten-Produktion der Augsburger Puppenkiste, die 1993 unter Regie von Manfred Mohl in Zusammenarbeit mit dem Hessischen Rundfunk entstand. Erdacht wurde die Geschichte von Hendrik Crasemann. Die Puppen wurden von Hannelore Marschall-Oehmichen und Jürgen Marschall gebaut. Die Serie lief erstmals im Jahr 1994 im Fernsehen.

## Episodenliste
| Nr. | Titel             |
| --- | ----------------- |
| 1   | Der Unbekannte    |
| 2   | Die Suche         |
| 3   | In Gefangenschaft |
| 4   | Die Entscheidung  |

## Synchronisation
| Figur                   | Beschreibung               | Sprecher           |
| ----------------------- | -------------------------- | ------------------ |
| Schmollo                | Junger Zauberer            | Leonardo Blanco    |
| Philippi Aurani         | Zaubermeister              | Herbert Meyer      |
| Marlox                  | Zauberrabe                 | Ernst H. Hilbich   |
| Luca                    | Tochter der Wirtin Irmi    | Petra Schaefer     |
| Mulian                  | Räuber und Vater von Luca  | Walter Schellemann |
| Irmi                    | Wirtin und Mutter von Luca | Edith Menzel       |
| Hans-Joachim Krähwinkel | Bürgermeister von Schülp   | Arno Bergler       |
| Otto Kleff              | Polizeirat                 | Hans Josef Eich    |
| Winfried Möhlmölf       | Gartenbaurat               | Horst Eisel        |
| Lomberto Montefugia     | Räuberhauptmann            | Karlheinz Lemken   |
| Wackelohr               | Räuber                     | Uwe Rathsam        |
| Schiefzahn              | Räuber                     | Peter Hanzel       |
| Froebel                 | Polizist                   | Michael Hiller     |
| Herr Klatschmeier       | Kulturreferent             | Dieter Goertz      |
| Frau Krähwinkel         | Frau des Bürgermeisters    | Eva Maria Keller   |
| König Holdrio III.      | Herrscher des Landes       | Sepp Wäsche        |
| Prinzessin Kunigunde    | Tochter von König Holdrio  | Nicole Schneider   |